# Глаза мертвеца
«Глаза мертвеца» (англ. Dead Man's Eyes) — фильм нуар режиссёра Реджинальда Де Борга, который вышел на экраны в 1944 году.
Фильм рассказывает об ослепшем в результате несчастного случая художнике Дейве Стюарте (Лон Чейни-младший), которому отец его невесты завещает свои роговицы после своей смерти. Когда отец вскоре умирает, Дейва начинают подозревать в его убийстве. После ещё одного убийства Дейв, к которому после операции вернулось зрение, вычисляет и задерживает убийцу.
Это третий из шести фильмов серии «Святая Святых», главную роль в которых сыграл Лон Чейни-младший. Фильм получил сдержанные отзывы критики.

## Сюжет
В своей мастерской художник Дейв Стюарт (Лон Чейни-младший) пишет портрет танцовщицы в национальном костюме, для которого ему позирует влюблённая в него модель Таня Цораки (Акванетта). Сразу после завершения сеанса в мастерскую заходит невеста художника, богатая наследница Хезер «Брэт» Хейден (Джин Паркер). Дейв обещает на ней жениться сразу после того, как закончит картину, которая, как он рассчитывает, принесёт ему признание и материальную обеспеченность. Вечер Дейв и Хезер проводят вместе, развлекаясь в ресторанах и ночных клубах. На следующий день после окончания работы в мастерскую заходит лучший друг Дейва, психотерапевт Алан Биттакер (Пол Келли), который влюблён в Таню и ухаживает за ней. Так как она отказывается от увеселительной программы, сославшись на усталость, Алан предлагает отвезти её домой. Перед уходом Таня в поисках салфеток переставляет местами бутылочки в шкафчике Дейва. Когда после их ухода Дейв решает специальным раствором протереть уставшие глаза, то случайно берёт бутылочку, в которой оказывается уксусная кислота. Когда кислота попадает на глаза, Дейв вскрикивает от боли и тут же начинает терять зрение. Он вызывает скорую помощь, которая доставляет его в больницу.
Тем временем в своём доме Хезер встречается с бывшим ухажёром, светским повесой Ником Филипсом (Джордж Микер), который хочет на ней жениться. Ник не верит словам Хезер, что она любит Дейва и намерена выйти за него замуж. Он считает, что Хезер находится под влиянием отца, Стэнли «Дэда» Хейдена (Эдвард Филдинг), который не переносит Ника, но по-отечески относится к Дейву. Когда Хезер просит Ника больше не приходить в их дом, ей по телефону сообщают, что Дейв в результате несчастного случая потерял зрение и попал в больницу. Хэзер, Ник и Стэнли приезжают в больницу, где доктор Сэм Уэллс (Джонатан Хейл), один из лучших офтальмологов и друг Стэнли, сообщает им, что у Дейва разрушена роговица глаза. После выписки Дейва из больницы в его мастерской собираются Хезер, Стенли и Алан с Таней, которая винит в случившемся себя. Вскоре Сэм приводит Дейва с повязкой на глазах. Врач говорит, что зрение Дейва само не восстановится, однако в случае операции по пересадке роговицы есть небольшой шанс, что Дейв будет видеть. Однако для операции нужны роговицы другого человека, которые надо пересадить в течение 72 часов, в противном случае они разрушатся. Получить роговицы из банка доноров будет очень сложно, и Дейву, возможно, придётся ждать операции многие годы. Тогда Хезер, которая готова пожертвовать собственным глазом ради любимого человека, спрашивает, достаточно ли будет одного глаза. Услышав эти слова, Дейв категорически запрещает пересаживать ему роговицу кого-либо из друзей или близких ему людей. Стенли говорит, что готов оплатить все расходы по уходу за Дейвом, а Таня вызывается ухаживать за художником первые дни, пока он не научится управляться по дому самостоятельно.
Сидя дома в одиночестве без работы, Дейв впадает в подавленное состояние и начинает пить. Решив, что Хезер не должна из-за него страдать всю жизнь, он приходит к ней домой, объявляя о разрыве помолвки на том основании, что на самом деле любит Таню. Он предлагает сохранить их дружбу, после чего с тяжёлым чувством уходит. Когда дома Дейв проводит время за выпивкой, неожиданно появляется Стенли, который узнал о разговоре с Хезер. Он заявляет, что не допустит того, чтобы Дейв разрушил своё счастье и счастье его дочери, уйдя к Тане. Далее Стенли сообщает, что он пожилой человек и принял следующее решение, которое оформил нотариально: сразу после его смерти роговицы его глаз должны быть пересажены Дейву. После ухода Стенли, Таня которая слышала их разговор, передала его содержание Алану, который пришёл навестить друга. Алан говорит Тане, что Дейв на ней никогда не женится, потому что не любит её, а он, Алан, любит. Таня отвечает Алану, что он ей нравится, но любит она Дейва, который только что едва не подрался со Стенли, пытаясь её защитить. В этот момент в комнате появляется Дейв, которому Алан советует помириться со Стенли. Когда Дейв обещает сделать это сегодня же вечером, Алан быстро уходит.
Вечером в ресторане Хезер ожидает Ника, который сильно задерживается. Когда он, наконец, приходит, то делает Хезер предложение, полагая, что их свадьбе может помешать теперь только её отец. Однако Хезер заявляет, что любит Дейва, после чего уезжает домой. Тем временем Дейв приезжает в дом Хейденов, чтобы помириться со Стенли, где натыкается на его труп. Вскоре появляется Хезер, которая видит убитого отца и Дейва с окровавленными руками, который не может ничего пояснить. На следующий день газеты сообщают об убийстве Стенли, называя Дейва главным подозреваемым. Между тем, нотариус объясняет Хезер, что завещание её отца вступило в силу, и, даже несмотря на то, что Дейв под подозрением, он не осуждён и потому по закону ему будет проведена трансплантация роговиц Стенли. Подтвердив, что сделает операцию, доктор Сэм Уэллс направляется в морг. Он извлекает роговицы Стенли, чтобы перевезти их в больницу, где Дейва уже готовят к операции. Таня боится, что если Дейву восстановят зрение, то он окончательно уйдёт к Хезер. Она тайно следит за врачом и портит ему машину. Когда он уходит, чтобы вызвать такси, она похищает контейнер с роговицами и привозит его в мастерскую. Там её встречает Алан, который заинтересован в том, чтобы зрение Дейва восстановилось, и тогда у него появится шанс добиться Тани. Он отбирает у Тани контейнер и анонимно доставляет его прямо к операционной палате.
Капитан полиции Друри (Томас Гомес), который расследует убийство Стенли, с удивлением узнаёт о появлении контейнера после того, как Сэм заявил о его пропаже. После операции, когда Сэм снимает Дейву повязку, тот говорит, что ничего не видит, однако врач успокаивает его, говоря, что зрение может восстановиться через некоторое время. Между тем в палату к Дейву вбегает Алан, сообщая, что Хезер только что дала показания о том, что в день убийства Ник сильно опоздал к ней на ужин, а значит, по мнению полиции, у него был не только мотив, но и возможность убить Стенли. Таким образом Дейв становится лишь одним из подозреваемых, и полиция не будет его задерживать. Вернувшись домой, Дейв находит в своём кармане небольшой винтик, который он подобрал с пола около тела Стенли. Вскоре появляется Друри, который делится с Дейвом подозрениями, что контейнер могла похитить Таня, у которой есть мотив и нет алиби. Некоторое время спустя к Дейву приходит Таня, которая как будто пытается что-то найти. Когда Дейв показывает ей винтик, она неожиданно уходит. Некоторое время спустя, когда Алан и Таня ужинают в ресторане, появляется Ник, который обещает им доказать, что убийца — не он, а Дейв. Когда Таня и Алан выходят на улицу и садятся в такси, за ними в другой машине следит Дейв, и становится понятно, что его зрение восстановилось. Вернувшись домой, Таня звонит Хезер, сообщая ей, что знает имя убийцы её отца, и в этот момент Таню кто-то убивает точно так же, как был убит Стенли.
В мастерскую к Дейву приходит Друри, который как будто уже знает, что художник снова видит. Он сообщает о смерти Тани, за которой перед её возвращением домой кто-то следил. Обратив про себя внимание на то, что на картину наложена свежая краска, а кисти сырые, Друри удаляется. Дейв понимает, что благодаря винтику Таня догадалась о том, кто является убийцей, что и стало причиной её смерти. Дейв возвращается на место убийства, где понимает, что винтик мог быть от одной из тростей. Он забирает трости из кабинета Стенли с собой, однако на улице на него набрасывается Ник, который устроил около дома засаду. Дейву удаётся отбиться от него и сбежать. На шум спускаются Хезер и дворецкий, которым Ник сообщает, что едва не поймал Дейва, которому удалось сбежать. После этого Ник звонит в полицию. Тем временем Дейв возвращается домой, срочно вызывая к себе Алана. Когда тот приходит, Ник берёт его трость, замечая, что из неё выпал винтик. После этого Дейв обвиняет Алана в обоих убийствах. Он заявляет, что тот убил Стенли, чтобы Дейв получил его роговицы как можно скорее. Тогда бы Дейв вернулся к Хезер, и Таня не получила бы его. Затем, когда по выпавшему винтику Таня догадалась, кто является убийцей, Алан убил и её, потому что собственная жизнь ему дороже любви. После этого, забрав свою трость, Алан заходит сзади и пытается ударить Дейва по голове, не подозревая, что тот всё видит в зеркало. Дейв уворачивается от удара, и в этот момент появляется полиция, которая арестовывает Алана и уводит его. В этот момент приходит Хезер, прося у него прощения. Они обнимают и целуют друг друга.

## В ролях
- Лон Чейни-младший — Дэвид «Дейв» Стюарт
- Акванетта — Таня Цораки
- Джин Паркер — Хезер «Брат» Хэйден
- Пол Келли — доктор Алан Биттакер
- Томас Гомес — капитан Друри
- Джонатан Хейл — доктор Сэм Уэллс
- Эдвард Филдинг — доктор Стенли «Дэд» Хейден
- Джордж Микер — Ник Филлипс
- Пьер Уоткин — адвокат
- Беатрис Робертс — медсестра (в титрах не указана)

## Создатели фильма и исполнители главных ролей
Режиссёр Реджинальд Ле Борг более всего известен по таким фильмам ужасов, как «Звонок доктору Смерть» (1943), «Призрак мумии» (1944), «Странная женщина» (1944), «Чёрное бездействие» (1956), «Остров вуду» (1957) и «Дневник сумасшедшего» (1963).
Более всего известный по роли Человека-волка в одноимённом хорроре 1941 года, Лон Чейни-младший за свою карьеру сыграл более чем в 30 фильмах ужасов, среди них «Монстр, рождённый людьми» (1941), «Гробница мумии» (1942), «Дух Франкенштейна» (1942), «Франкенштейн встречает человека-волка» (1943), «Странная женщина» (1944), «Дом Франкенштейна» (1944), «Странное признание» (1945) и «Чёрный замок» (1952).
В общей сложности, в период с 1943 по 1965 год Ле Борг снял Чейни-младшего в шести своих фильмах, все они, кроме этой картины, были хоррорами.
Акванетта известна по таким экзотическим ролям, как женщина-обезьяна в фильмах ужасов «Дикая женщина в плену» (1943) и «Женщина из джунглей» (1944), а также как верховная жрица в приключенческом фильме «Тарзан и женщина-леопард» (1946).

## История создания фильма
Это третий фильм низкобюджетной киносерии студии Universal «Святая святых».

## Критика
По мнению историка кино Ханса Воллстейна, «фильм обещал намного больше, чем смог обеспечить сценарист Дуайт У. Бэбкок». Киновед отмечает, что «с бывшим человеком-волком (Лон Чейни-младший) и женщиной-обезьяной Полой (Акванетта) во главе состава, эту картину часто относили к фильмам студии Universal про монстров. Ничего не может быть дальше от правды». На самом деле «эта малая мелодрама представляет собой элементарный детектив, сыгранный заметно усталыми контрактными актёрами студии. Специалист по низкобюджетным фильмам Реджинальд Ле Борг умел создавать успешные странные картины, но это не одна из них». По словам Воллстейна, «серия „Святая святых“, состоящая из шести фильмов, была очень неровной, и „Глаза мертвеца“ попадают точно в её середину».
Киновед Леонард Молтин назвал картину «интересной историей из цикла „Святая святых“ о слепом человеке (Чейни), обвинённом в убийстве отца своей подружки, который объявил о намерении завещать ему для трансплантации свои глаза».
Историк кино Майк Майо написал о фильме: «Переплетающиеся любовные треугольники легли в основу этого хоррор-детектива со слабым сюжетом. История слишком болтливая и построена на принципах, которые хороши на радио, но не на экране. Костюмы интереснее персонажей. Акванетте её роль не по силам, даже в этих неглубоких драматических водах».